# Liechtenstein op de Olympische Winterspelen 2022
Liechtenstein was een van de deelnemende landen aan de Olympische Winterspelen 2022 in Peking, China.

## Deelnemers en resultaten

### Alpineskiën
Maximaal vier deelnemers per onderdeel
Mannen
| Naam           | Onderdeel         | 1e run  | 1e run | 2e run | 2e run | Totaal  | Totaal |
| Naam           | Onderdeel         | Tijd    | Rang   | Tijd   | Rang   | Tijd    | Rang   |
| -------------- | ----------------- | ------- | ------ | ------ | ------ | ------- | ------ |
| Marco Pfiffner | Alpine combinatie | 1:45,11 | 13     | 51,29  | 9      | 2:36,40 | 11     |
| Marco Pfiffner | Afdaling          | n.v.t.  | n.v.t. | n.v.t. | n.v.t. | 1:45,79 | 28     |
| Marco Pfiffner | Super G           | n.v.t.  | n.v.t. | n.v.t. | n.v.t. | 1:23.66 | 28     |

### Langlaufen
Maximaal vier deelnemers per onderdeel
Lange afstanden
Vrouwen
| Naam          | Onderdeel             | Uitslag | Uitslag |
| Naam          | Onderdeel             | Tijd    | Rang    |
| ------------- | --------------------- | ------- | ------- |
| Nina Riedener | 10 km klassieke stijl | 33:49,0 | 69      |
| Nina Riedener | 15 km skiatlon        | 52:55,1 | 57      |